# S4 League
S4 League (korejsky 4리그) je MMOTPS multiplayerová hra vyvinutá společností GameOn Studio (dříve Pentavision Entertaiment) a distribuována společnostmi PMANG a ALAPLAYA. Od roku 2011 prochází hra mnohočetnými změnami, ať už se jedná o změny administrativní nebo herní. Hra prochází přechodným obdobím. Každá velká změna je nazývána Season (období). Momentálně[kdy?] se připravuje Season 4: Alice.

## Historie
Poprvé se hra objevila jako koncept pod názvem "S4 Project" v roce 2005. Poté nastala dlouhá odmlka. V roce 2007 začala korejská společnost NeoWiz (která v této době koupila vývojáře hry – Pentavision) hostovat betaverzi této hry již pod dnešním názvem. Hra se nicméně lišila od současné verze. Do Evropy a Severní Ameriky tato hra dorazila o rok později, tedy v roce 2008. V roce 2011 byla evropská herní společnost Burda:IC GmbH (jejíž divizí byla právě Alaplaya) odkoupena televizním gigantem zvaným ProSieben Group. V této době se také hra začala velmi výrazně měnit: Byl zvolen nový styl zbraní, oblečení a map a bylo zrušeno staré GUI (Game User Interface) a nahrazeno novým. Proti této akci protestovalo mnoho hráčů.
V roce 2021 byly vypnuty oficiální servery. Dnes je možné hrát pouze na soukromých serverech.[zdroj?]

## Gameplay
Tato hra je označena jako “TPS-Third Person Shooter“ (pohled třetí osoby), což umožňuje širší rozhled, který hry typu “FPS-First Person Shooter“ (pohled první osoby) neumožňují. Aby mohl hráč hrát tuto hru, musí mít zaregistrovaný účet a staženého a nainstalovaného herního klienta. Po přihlášení dostane možnost zvolit si server (Alaplaya má jazykově rozlišené servery) a následně kanály, které mohou být limitovány herními úrovněmi. K dispozici je také klanový systém a kanály pro zápasy typu klan proti klanu. Jakmile jsou hráči připojeni ke kanálu, mohou tvořit herní místnosti, u kterých mohou nastavit maximální počet hráčů a herní omezení. Jakmile je v místnosti dostatek hráčů připravených hrát, hra může začít. Maximální počet hráčů na jednu místnost je 16. Je zde velké množství herních módů. Výhra nebo prohra nemá velký vliv na počet získaných bodů zkušenosti (anglicky EXP/XP), ani na počet bodů herní měny (tzv. PEN points). Ve hře není umožněna přátelská střelba. (tj. možnost zabíjet hráče svého týmu). Hráči nízké herní úrovně získávají při postupu na vyšší herní úroveň herní body (PEN points), emotikony (např. možnost tance), oblečení a další drobné dárky.